# Evangelický zámecký kostel

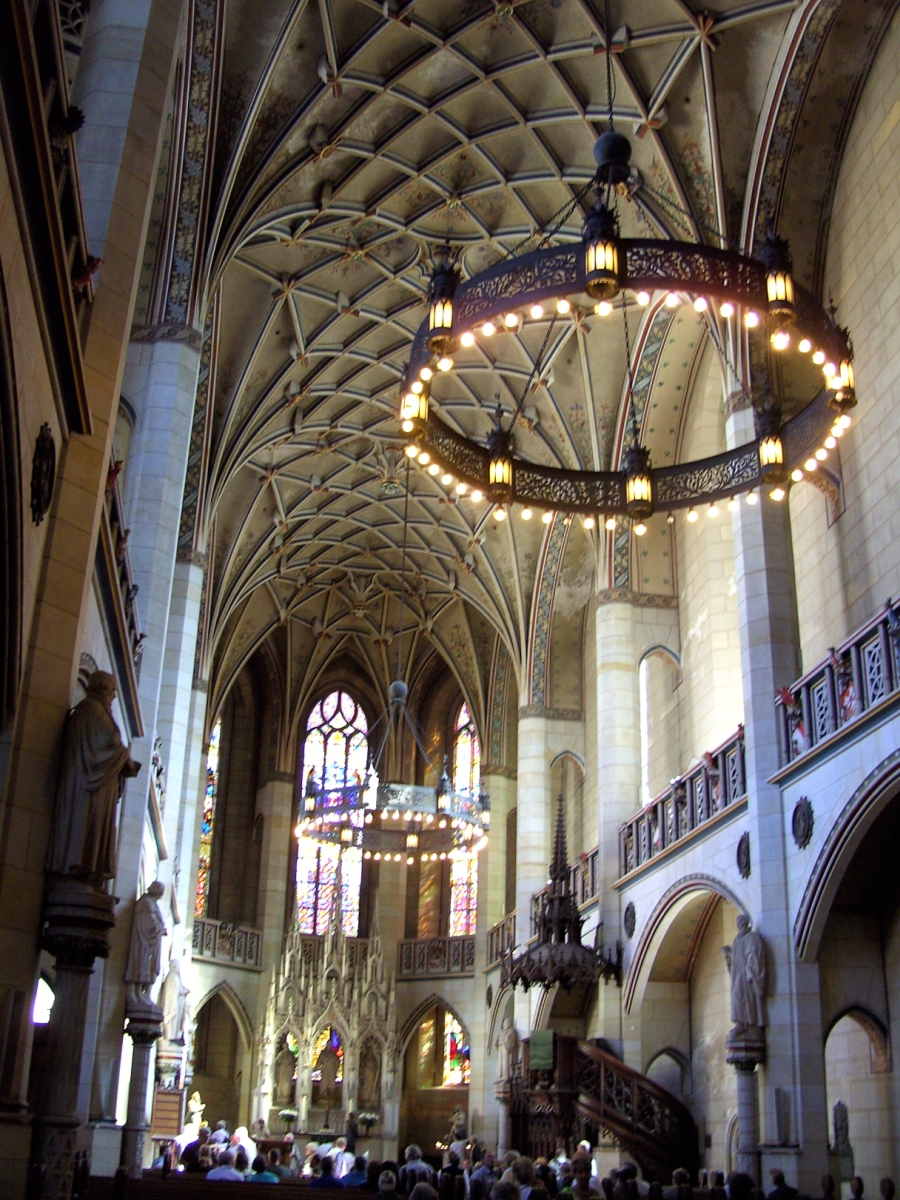
Vnitřek kostela

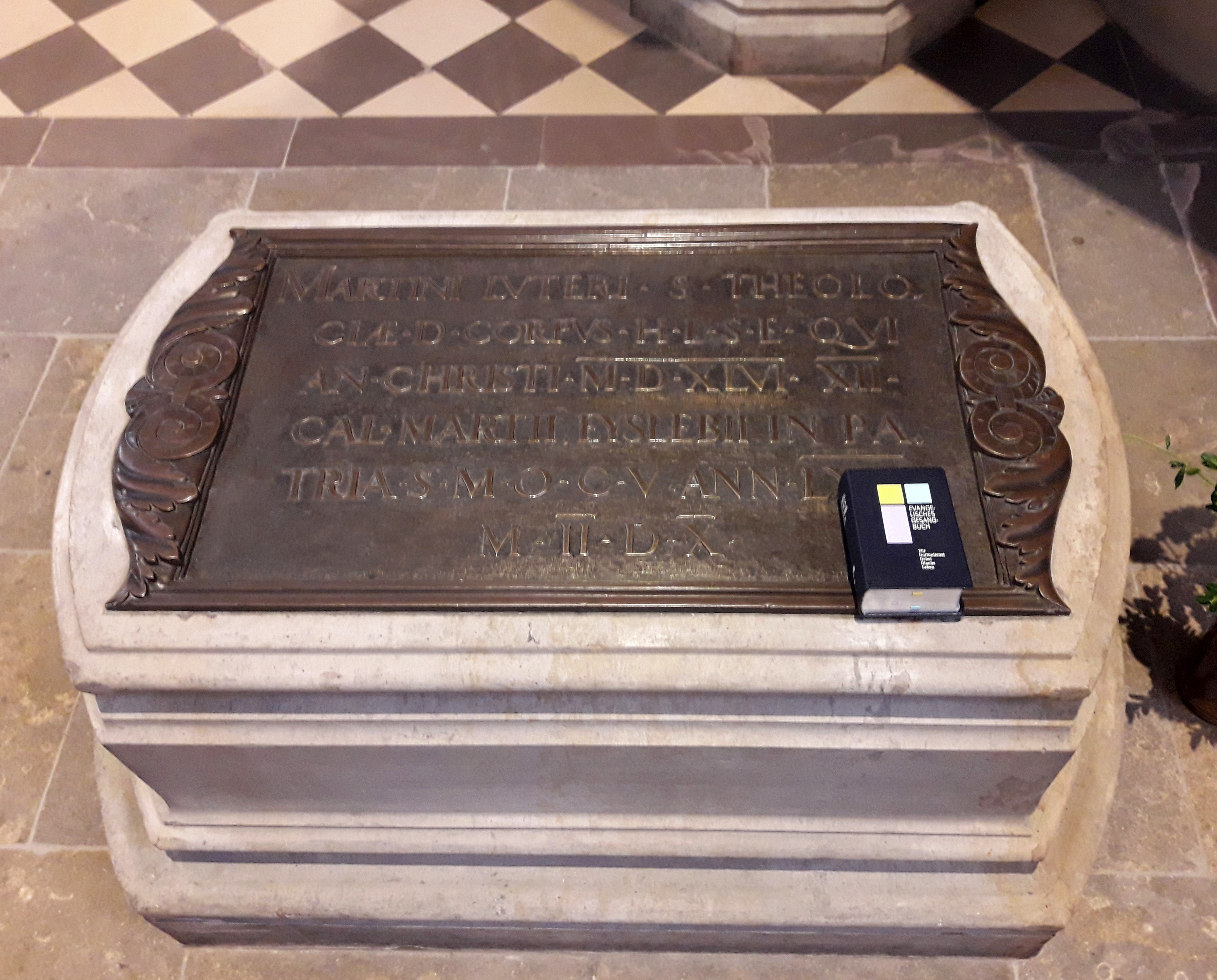
Náhrobek Martina Luthera

Evangelický zámecký kostel (Evangelische Schlosskirche), Kostel Všech svatých nebo Kostel reformace je největší kostel v německém městě Wittenberg. Nachází se u jižní části zámku, bývalého sídla saských kurfiřtů a patří evangelické (luteránské) církvi.
Označení Kostel reformace dostal pro svou roli v německé reformaci i v životě Martina Luthera, který zde kázal. Na bočních dveřích kostela uveřejnil podle pověsti svých 95 tezí a je tu také pohřben spolu se svým spolupracovníkem Melanchthonem. Kostel byl vybudován na místě dřívější zámecké kaple na přelomu 15. a 16. století a přestavěn v novogotickém stylu v 19. století. Společně s dalšími stavbami je od roku 1996 zapsán v seznamu kulturního dědictví UNESCO pod společnou názvem „Lutherovy památníky v Eislebenu a Wittenbergu“.

## Historie
První kapli Všech Svatých dal na tomto místě postavit vévoda Rudolf I. Saský. Byla vysvěcena roku 1346 a podřízena přímo papeži, roku 1400 se stala hlavním městským kostelem. Koncem 15. století dal saský kurfiřt Fridrich III. přestavět celý zámek a s ním v letech 1490-1511 i kostel jako kazatelský chrám, sálovou stavbu s patrovými emporami v pozdně gotickém slohu podle návrhu architekta Konráda Pflügera. Na výzdobě se podíleli vynikjaící umělci, například řezbář Tilman Riemenschneider, malíř Albrecht Dürer a další. Roku 1502 založil Fridrich Wittenberskou univerzitu a roku 1507 ji papež potvrdil. Kostel Všech svatých se tak stal i univerzitním kostelem. V kostele kázal Luther i Melanchton, odehrávaly se zde promoce a jiné stavnosti.
31. října 1517 vyvěsil – podle podání jeho přátel Melanchthona a Rörera – na boční dveře Martin Luther svých 95 tezí proti prodeji odpustků, a to jako pozvánku na univerzitní disputaci. Jak bylo zvykem, poslal je i arcibiskupovi Albertovi do Mohuče, teze však byly mezitím vytištěny a rychle se rozšířily po Německu, takže ohlášená disputace se patrně nekonala a Lutherův čin se pokládá za začátek německé protestantské reformace. Roku 1546 byl zde Martin Luther pohřben a roku 1560 i jeho nejbližší žák Philipp Melanchthon.
Za Sedmileté války dobyli Wittenberg Prusové a při obléhání a ostřelování kostel do základů vyhořel. Když bylo Sasko připojeno k Prusku, v roce 1858 nařídil král Fridrich IV., aby byl kostel důkladně opraven, a do dveří dal vyrobit bronzové veřeje s reliéfy k Lutherovým tezím. K výročí Lutherova narození roku 1883 byl kostel opět restaurován a upraven v novogotickém slohu, včetně věže. Od roku 1949 slouží kostel i jako farní a za faráře F. Schorlemmera se stal významným střediskem disidentského mírového hnutí v tehdejší NDR. Roku 1983 byla instalována nová barevná okna a v letech 1999-2000 dostal novou střechu. K výročí Lutherových tezí roku 2017 byl znovu opraven a otevřen v roce 2016.